# Apusozoa
De Apusozoa vormen in de taxonomie een groep van eencellige Protozoa en/of Flagellata. De meeste Apusozoa zijn tussen de 5-20 μm groot en leven in de bodem of in het water. Ze voeden zich met bacteriën. De groep is gebaseerd op het voorkomen van een beschermlaagje (theca) onder het dorsale celoppervlak.

## Onderverdeling
Binnen de Apusozoa worden drie ordes herkend: de Apusomonadida, de Ancyromonadida en de Heminastigida.
Er zijn twee geslachten bekend binnen de Apusomonadida: Apusomonas en Amastigomonas. De Ancyromonadida bevatten slechts een geslacht: Ancyromonas. Deze drie geslachten hebben twee flagella die onder een rechte hoek aan de achterzijde van de cel vastzitten. Ze bewegen zich voort door een glijbeweging, waarbij een flagellum langs de zijkant van de cel beweegt en het andere naar achteren gericht is.
Binnen de Heminastigida zijn drie geslachten bekend: Heminastix, Spironema en Stereonema. Deze geslachten hebben meerdere flagella, die in rijen van achter naar voor aan de cel vastzitten.
Een verschil tussen de ordes is de vorm van de mitochondriën. De Apusomonadida hebben plaatvormige cristae; bij de Ancyromonadida zijn de cristae plat en bij de Heminastigida kunnen ze ingewikkelde bolle vormen hebben. Hoewel de vorm van de cristae een goed classificatiecriterium lijkt, kan de vorm sterk verschillen, zelfs tussen nauw verwante soorten.

## Classificatie
Moleculair-fylogenetisch onderzoek laat zien dat de Apusomonadida en Ancyromonadida nauw verwant zijn, maar hun verwantschap met andere eukaryoten blijft onduidelijk. Een mogelijkheid is dat de Apusozoa tot de Bikonta behoren, een alternatief clade voorgesteld door de Engelse bioloog Thomas Cavalier-Smith.
De Apusozoa zijn ook wel ingedeeld bij de Rhizaria, maar op grond van gensequentiebepaling van gen 18S rRNA is gebleken dat Apusozoa niet nauw verwant zijn met Rhizaria.
Ook worden de Apusozoa wel ingedeeld bij de supergroep Unikonta. Overeenstemming voor de hoogste taxa is nog niet gevonden en de Apusozoa lijken daarbij een sleutelpositie in te nemen.